# Acalolepta grisea
Acalolepta grisea es una especie de escarabajo longicornio del género Acalolepta, tribu Monochamini, subfamilia Lamiinae. Fue descrita científicamente por Breuning en 1935.
Se distribuye por Vietnam. Mide aproximadamente 14,5 milímetros de longitud.